# Генерал-лейтенант (США)
Генерал-лейтенант (англ. Lieutenant general) — воинское звание высшего офицерского состава (трёхзвёздный генерал) в вооружённых силах США. Соответствует званию «Вице-адмирал» в ВМС США.

## История
Существует в Сухопутных войсках (US Army), Корпусе морской пехоты (US Marine Corps) и ВВС ВС США (US Air Force). Является генеральским званием старших офицеров (трехзвёздный генерал), с денежным содержанием класса О-9 (около $11 000 в месяц). Звание генерал-лейтенант по рангу выше звания генерал-майор и ниже звания (чина) (полный) генерал. Звание генерал-лейтенант эквивалентно званию вице-адмирал в ВМС ВС США и Береговой охране США.
Звание является временным и присваивается Президентом США с согласия Конгресса США генералам исключительно на время нахождения их на должностях, соответствующих званию (чину) генерал-лейтенанта, и при условии выслуги 20 лет в ВС. Высший офицер, которому присвоено это звание, может занимать должность командира корпуса или приравненые к ней.
Впервые это звание было установлено Конгрессом США и присвоено 2 марта 1864 года У. С. Гранту (будущему Президенту США) во время Гражданской войны в США (1861—65).

## Знаки различия
Применялись и применяются следующие знаки различия для воинского звания генерал-лейтенант: погоны, петлицы, пуговицы и так далее. Знаки различия: три (серебряные) звезды на погонах, расположенные перпендикулярно нижнему краю погона.

Знаки различия СВ, ВВС и КМП США.
Погон ВВС США.
Нарукавный знак.
Должностной (ранговый) флаг.
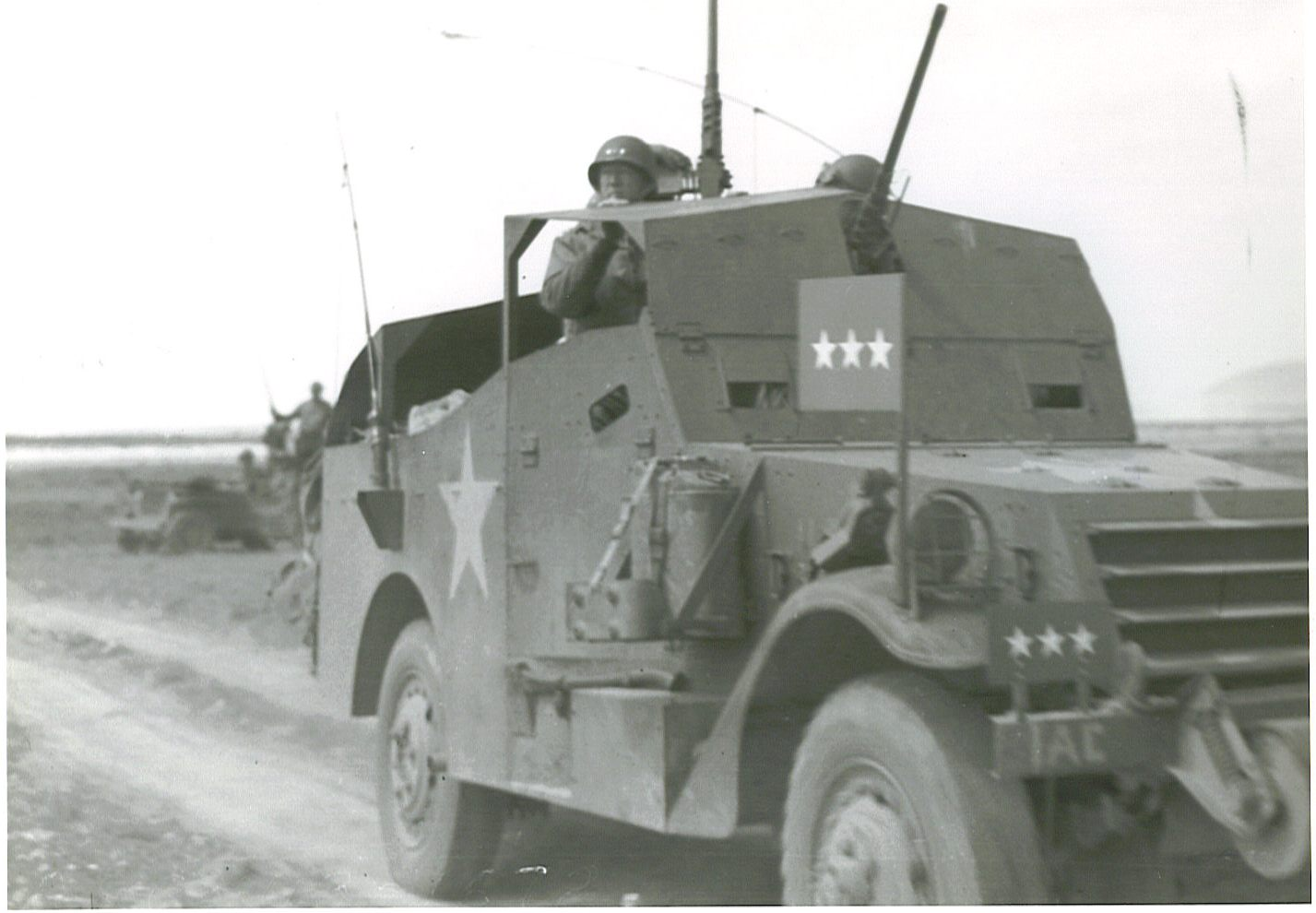
Должностной флаг на средстве моторизации пехоты США, M3 Scout Car времен Второй мировой войны, броневой автомобиль генерал-лейтенанта Паттона.
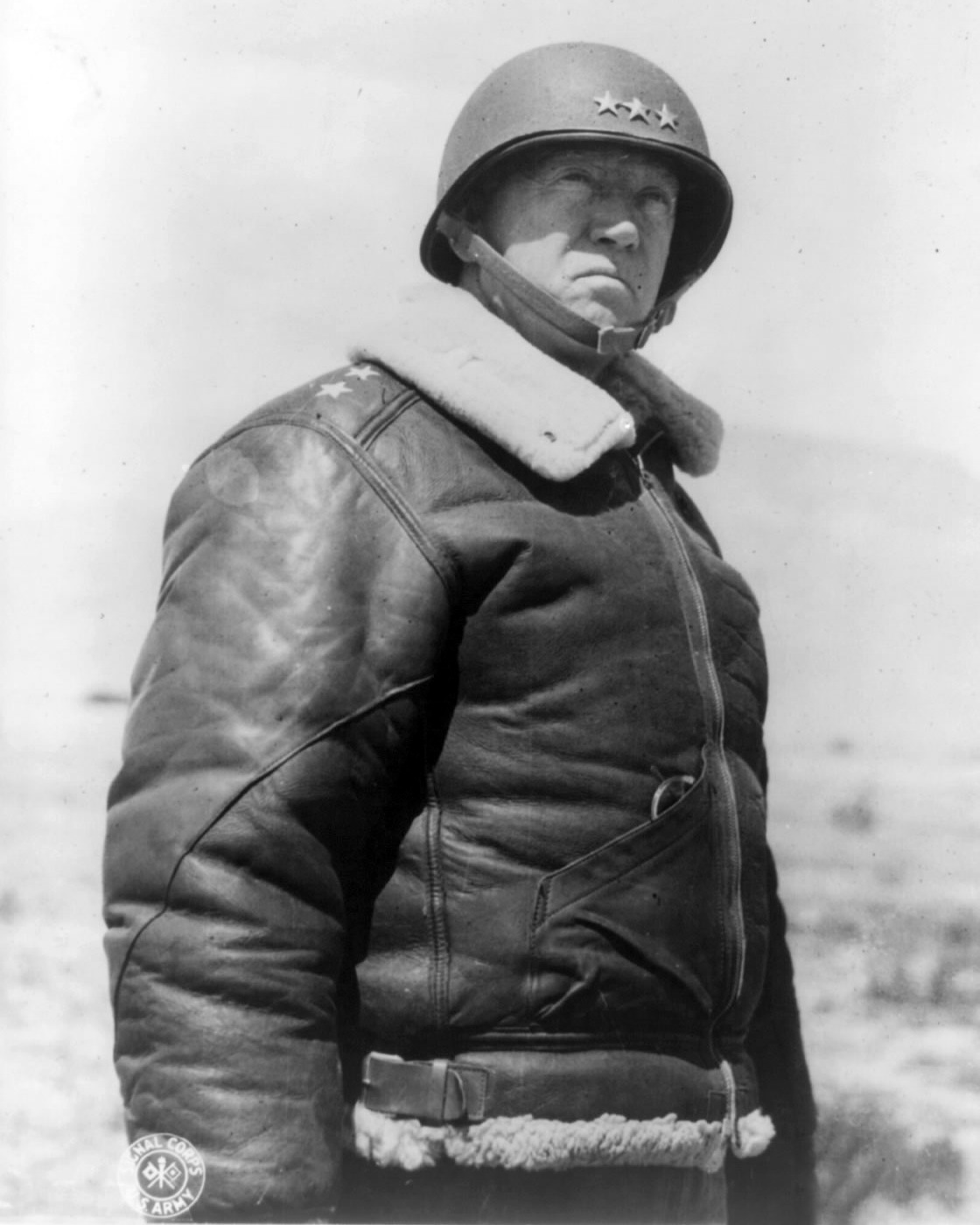
Знаки различия на шлеме Джорджа Паттона.

## Должности
В структуре Армии США существует не более сорока должностей в штатной категории «генерал-лейтенант» (тридцать шесть на пике Вьетнамской войны), по старшинству:
1. Помощник 1-го заместителя начальника штаба армии США
2. Заместитель начальника штаба армии США по личному составу
3. Заместитель начальника штаба армии США по военным операциям
4. Заместитель начальника штаба армии США по снабжению
5. Помощник начальника штаба по развитию/военному строительству
6. Начальник управления научно-исследовательской работы
7. Начальник управления военного резерва
8. Главный финансовый инспектор
9. Командующий инженерными войсками
10. Главный врач армии США
11. Начальник управления боевых разработок
12. Заместитель командующего, Континентальное командование
13. Командующий, 1-я армия
14. Командующий, 3-я армия
15. Командующий, 5-я армия
16. Командующий, 6-я армия
17. Командующий, 18-й воздушно-десантный корпус
18. Командующий, 3-й армейский корпус
19. Начальник управления противовоздушной обороны армии США
20. Заместитель начальник управления материально-технического обеспечения армии США
21. Командующий, 7-й армейский корпус в Европе
22. Заместитель командующего и начальник штаба, Тихоокеанское командование
23. Заместитель командующего, 8-я армия
24. Командующий, 1-й армейский корпус в Корее
25. Командующий, 9-й армейский корпус, острова Рюкю
26. Заместитель главнокомандующего американским военным контингентом во Вьетнаме (упразднена после вывода)
27. Руководитель программы разработки системы противоракетной обороны
28. Начальник штаба союзных войск Южной Европы
29. Начальник штаба Тихоокеанского командования ВС США
30. Командующий, 24-й армейский корпус, Вьетнам (упразднена после вывода)
31. Начальник службы военного снабжения
32. Командующий, 5-й армейский корпус в Европе
33. Начальник штаба, Европейское командование Вооружённых сил США
34. Начальник управления обеспечения сил армии США в Европе
35. Специальный помощник главнокомандующего по вопросам комплектования войск
36. Заместитель главнокомандующего сухопутными силами в Европе

И ряд должностей вне структуры армии:
1. Заместитель генерального директора объединённой системы связи НАТО
2. Директор Военно-картографического агентства
3. Заместитель министра обороны по административно-бюджетным вопросам — помощник министра обороны по телекоммуникациям
4. Помощник председателя Объединённого комитета начальников штабов
5. Начальник оперативного управления, ОКНШ
6. Начальник тыла, ОКНШ
7. Заместитель представителя США при военном комитете главного штаба НАТО
8. Директор Разведывательного управления Министерства обороны
9. Помощник министра обороны по личному составу и военному резерву
10. Заместитель директора управления научно-исследовательской работы МО США
11. Заместитель министра обороны по вопросам международного военного сотрудничества
12. Директор Агентства ядерных испытаний
13. Заместитель директора Центрального разведывательного управления

## Персоналии

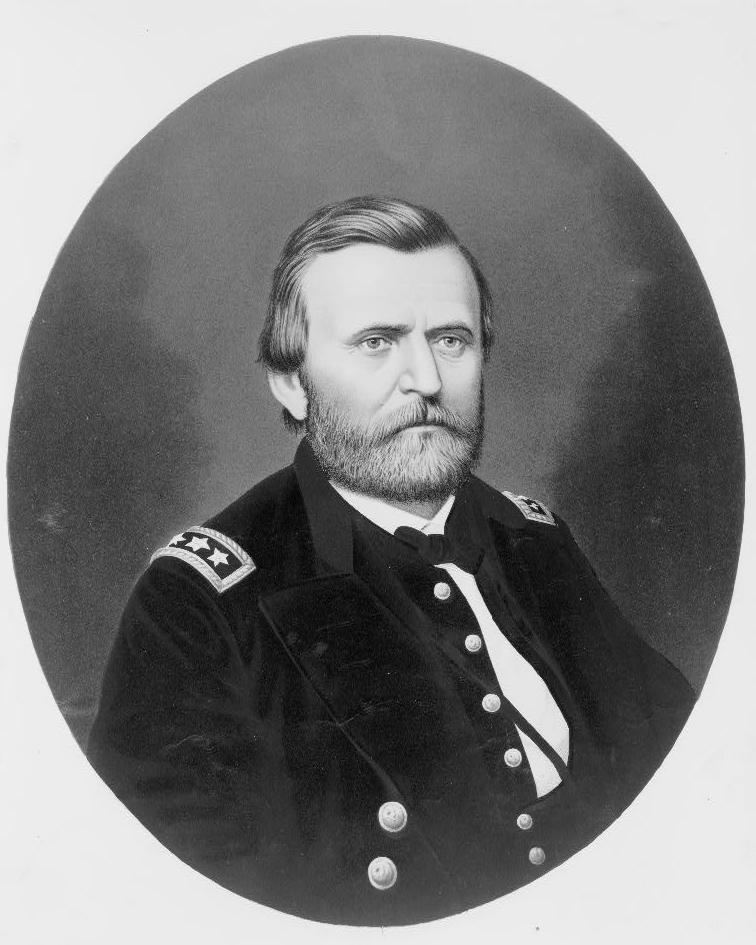
Генерал-лейтенант У. С. Грант, 1866 год.

Звание было присвоено:
- У. С. Гранту
- Дж. С. Паттону